# Museo de Arte Italiano

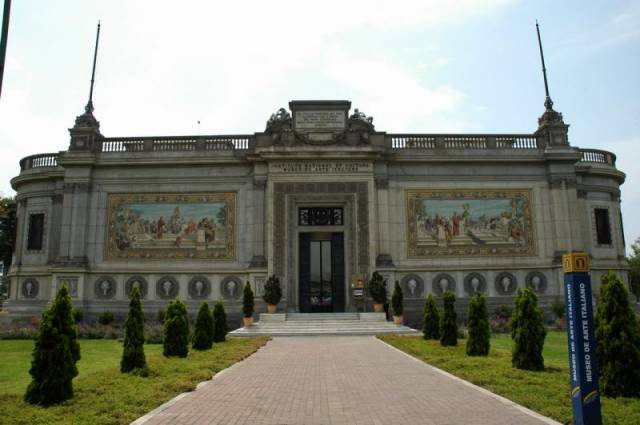
Frontansicht des Museo de Arte Italiano.

Das Museo de Arte Italiano ist ein Museum in Lima. Es ist das einzige in Peru, das sich mit europäischer Malerei beschäftigt. Es wurde am 11. November 1923 eröffnet. 

## Sammlung
Die Sammlung wurde begründet durch Mario Vannini Parenti, der mehr als 200 Kunstwerke aus Italien für das Museum beschaffte. Darunter sind Skulpturen, Gemälde, Zeichnungen, Drucke und Keramik. Auf Grund seiner Sammeltätigkeit kann das Museum Werke aus allen Regionen Italiens präsentieren.